# El pianista
Pour plus de détails, voir Fiche technique et Distribution.
El pianista est un film dramatique espagnol catalanophone réalisé par Mario Gas et sorti en 1998. Il s'agit d'une adaptation d'un roman éponyme de Manuel Vázquez Montalbán, publié en 1985.
Il raconte l'histoire de deux musiciens, incarnés dans leur vieillesse par Serge Reggiani et Laurent Terzieff et dans leur jeunesse par Pere Ponce et Jordi Mollà, qui étaient amis au début de la guerre d'Espagne. Ils se rencontrent 60 ans plus tard, et le film montre les chemins étonnamment différents qu'ils ont pris dans les circonstances de la guerre.

## Synopsis
Les pianistes Albert Rossell et Lluís Doria se rencontrent à Paris en 1936 , où ils tombent amoureux de la même femme, Teresa (Paulina Gálvez), et font partie de l'avant-garde musicale du moment. Quand éclate la guerre d'Espagne, Doria décide de rester en France avec sa musique, la seule cause qu'elle considère comme importante, tandis que Rossell retourne à Barcelone pour se battre pour la République, perdant l'opportunité de poursuivre une carrière professionnelle prometteuse.
En 1946, après avoir passé quelques années en prison accusé d'avoir aidé des anarchistes anti-franquistes, Rossell rencontra un groupe de voisins avec lesquels il se lia d'amitié et passa du temps sur les toits, partageant des histoires. Grâce à son talent au piano, un jour, il les fait jouer chez un voisin, et il met de côté ses intérêts musicaux classiques pour les faire danser sur un boogie-woogie, et il retrouve Teresa.
Des années plus tard, au cours des années 1980, le déjà célèbre compositeur Lluís Doria est pris au dépourvu lorsqu'il retrouve dans un cabaret de la ville son ami d'enfance, qui est le pianiste du spectacle.

## Fiche technique
- Titre original : El pianista[1]
- Réalisation : Mario Gas
- Scénario : Mario Gas, André Grall, Gustavo Hernández, Pierre Javaux, d'après le roman éponyme de Manuel Vázquez Montalbán, publié en 1985[2].
- Photographie : Tomàs Pladevall Fontanet (ca)
- Montage : Raúl Román
- Musique : Carles Santos Ventura
- Effets spéciaux : Poli Cantero
- Sociétés de production : Massa d'Or Produccions, Tornasol Films
- Pays de production :  Espagne
- Langue originale : catalan
- Format : couleurs
- Genre : Film dramatique
- Durée : 95 minutes
- Dates de sortie : 
  - Canada : 13 septembre 1998 (Festival du film de Toronto)
  - Espagne : 14 octobre 1998 (Festival du film de Sitges) ; 19 mars 1999 (sortie nationale) ;
  - France : 20 septembre 2003 (Semaine du cinéma catalan à Paris)

## Distribution
- Serge Reggiani : Albert Rossell (60 ans)
- Laurent Terzieff : Lluís Doria (60 ans)
- Pere Ponce (es) : Albert Rossell (20/30 ans)
- Jordi Mollà : Lluís Doria (20 ans)
- Paulina Gálvez : Teresa (20/30 ans)
- Nadala Batiste : Teresa (grand-mère)
- Pascale Roberts : Mme Amparo
- Michel Robin : Floréal
- Marc Martinez : le jeune
- Pep Molina : Marcuse
- Mercè Aránega : Lluïsa
- Francesc Orella : Quintana
- Vicky Peña : Mme Milhaud
- Jordi Boixaderas : Toni Fisas
- Lluïsa Castell : Irène
- Joan Dalmau : Oviedo
- Duna Jové : Magda
- Eva Santolaria : Obdulia
- Pep Sais : Avocat de l'ambassade
- Éric Prat : Darius Milhaud
- Monica Lopez (es) (scènes supprimées)
- Rosa Renown (scènes supprimées)